# Sivrikaya, İkizdere
Sivrikaya là một xã thuộc huyện İkizdere, tỉnh Rize, Thổ Nhĩ Kỳ. Dân số thời điểm năm 2010 là 68 người.